# Anil Kapoor
Pour les articles homonymes, voir Kapoor.
Anil Kapoor est un acteur et producteur indien né le 24 décembre 1956 à Bombay. Issu d'une famille travaillant dans le cinéma, son père et son frère sont producteurs, il décide très jeune de devenir acteur. Dominant le cinéma de Bollywood des années 1980 et du début des années 1990 entre le retrait d'Amitabh Bachchan et l'ascension de Shahrukh Khan, il a tourné dans plus d'une centaine de films et reçu nombre de récompenses prestigieuses. Il revient sur le devant de la scène avec la production internationale et multi oscarisée de Danny Boyle, Slumdog Millionaire.

## Biographie
Né le 24 décembre 1956 dans un quartier populaire de Bombay, Anil Kapoor est le fils cadet du producteur punjabi Surinder Kapoor. À sept ans il tourne dans Tu Payal Main Geet, film qui ne sortira jamais, mais c'est une véritable révélation pour le jeune Anil qui décide qu'il sera acteur. Après avoir fréquenté l'école Our Lady of Perpetual Succor (Notre Dame du perpétuel secours), il entre au St Xaviers College où il remporte un prix du Meilleur acteur dans une compétition inter-universitaire. Plus préoccupé par le cinéma que par ses études, il est renvoyé pour absentéisme. Après avoir essayé en vain d'entrer au Film Institute de Pune, il s'inscrit au cours de comédie Roshan Taneja qu'il fréquente assidûment tout en prenant des leçons de chant et de danse.
Le frère aîné d'Anil Kapoor, Boney, est un producteur reconnu de Bollywood et il a offert à l'acteur plusieurs de ses rôles importants : Woh Saat Din (1983), Mr. India (1987), Pukar (2000), No Entry (2005). Il est marié à l'actrice Sridevi (ils ont deux filles dont l'actrice Janhvi Kapoor), avec laquelle Anil Kapoor a tourné plusieurs films : Mr. India (1987), Lamhe (1991), Judaai (1997)... Sanjay, le benjamin de la fratrie, est également acteur. Reena, leur sœur, a épousé Sandeep Marwah avec lequel elle dirige l'Asian Film and Television Academy (New Delhi), établissement qui enseigne les métiers du cinéma. La dynastie fondée par Surinder Kapoor constitue l'une des familles importantes de Bollywood.
Le 19 mai 1984, Anil Kapoor épouse le top model Sunita Bhambhani avec laquelle il a trois enfants. L'aînée, Sonam, est actrice, elle a fait ses débuts dans Saawariya (2007) de Sanjay Leela Bhansali.

## Carrière

### Les débuts
Après quelques personnages secondaires, Anil Kapoor commence véritablement sa carrière avec Kahan Kahan Se Guzar Gaya (M.S. Sathyu, 1986) qui ne sort que plusieurs années après sa réalisation. Ce n'est donc qu'en 1983 qu'il apparaît sur les écrans dans des rôles importants ; tout d'abord dans Pallari Anu Pallari le premier film en kannada de Mani Ratnam, puis à Bollywood dans Woh 7 Din de Bapu, produit par son frère Boney. Sa prestation est remarquée et Yash Chopra l'appelle pour Mashaal lui offrant son premier succès aux côtés de la star Dilip Kumar. Dans ce film sensible, il interprète un jeune tapori (vagabond vivant de petits larcins), personnage dans lequel on le retrouve à plusieurs reprises : Karma (Subhash Ghai, 1986), Janbaaz (Firoze Khan, 1986), Awaargi (Mahesh Bhatt, 1990), Lajja (Rajkumar Santoshi, 2001).

### Le succès
À partir de Mashaal la carrière d'Anil Kapoor est lancée, et il tourne sans discontinuer : plus de cinquante films en dix ans. Il est la star masculine incontestée des années 1980 et du début des années 1990, entre le "règne" d'Amitabh Bachchan et l'arrivée des Khan, Shahrukh, Aamir et Salman, actuellement au sommet. Il enchaîne les succès : Meri Jung (Subhash Ghai, 1985), Karma (Subhash Ghai, 1986), Mr India (Shekhar Kapur, 1987), Tezaab (N. Chandra, 1988), Parinda (Vidhu Vinod Chopra, 1989).
Sûr de sa notoriété, Anil Kapoor n'hésite pas à surprendre le public, choisissant des rôles et des films plus risqués tels Eeshwar (K. Vishwanath, 1989) où il interprète un déficient mental qui réussit néanmoins à faire le bonheur de sa famille, ou Lamhe (Yash Chopra, 1991) qui le voit jouer un quadragénaire attiré par une adolescente. Sans doute en avance sur son temps, ce dernier est un échec commercial en Inde, mais remporte un vif succès à l'étranger.
Pour incarner ses personnages avec plus de vérité, il ose jouer avec son apparence à une époque où les spectateurs indiens sont habitués à retrouver, de film en film, un héros identique. C'est ainsi qu'il se vieillit dans Eeshwar, rase sa célèbre moustache dans Lamhe, se donne une look très mode -cheveux gominés et petit bouc- dans Taal (Subhash Ghai, 1999), se travestit dans Jhoot Bole Kawa Kaate (Hrishikesh Mukherjee, 1999), décolore ses cheveux  dans Musafir (Sanjay Gupta, 2004) ou encore porte une barbe naissante et les lunettes strictes d'un homme exténué dans My Wife's Murder (Jiji Philip, 2005).

### Les années 2000
L'arrivée de la maturité ne le déstabilise pas. En 2005, il interprète avec la même assurance un rôle comique dans un film à gros succès, No Entry (Anees Bazmee), qu'un loser dans un thriller boudé par le public dans My Wife's Murder. On le voit dans de joyeuses parodies qui occupent les premières places du box officie indien comme Welcome (Anees Bazmee, 2007), Race (Abbas-Mastan, 2008), Tashan (V.K. Acharya, 2008) aussi bien que dans le rôle d'un humaniste épris de justice dans Black and White (Subhash Ghai, 2008).
Mais pour Anil Kapoor, l'événement le plus marquant de 2008 est sans doute son premier engagement dans une production internationale, Slumdog Millionaire de Danny Boyle. Dans ce film plusieurs fois primé qui rencontre le succès dans le monde entier, il interprète l'animateur cynique du jeu télévisé Qui veut gagner des millions, personnage négatif assez inhabituel pour lui. Ironiquement, ce rôle a failli lui échapper car, ignorant tout du réalisateur écossais, il allait refuser quand son fils, grand amateur de cinéma, le persuade de lire de scénario, ce qui achève de le convaincre.

### Carrière internationale

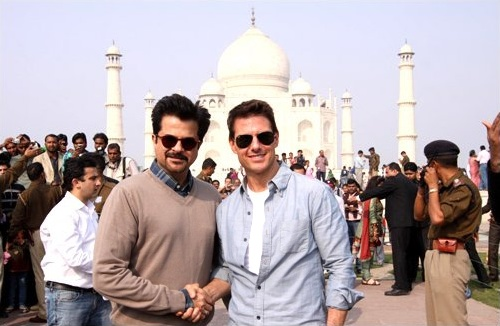
Aux côtés de Tom Cruise, à Agra, en Inde, pour la promotion de Mission impossible : Protocole Fantôme.

Ce succès mondial lui ouvre les portes des studios américains et en janvier 2010, il rejoint le casting de la huitième saison de la série américaine 24 heures chrono où il incarne Omar Hassan, le président progressiste d'un pays de fiction du Moyen-Orient, la République islamique du Kamistan. L'année suivante il interprète le rôle négatif de Mission impossible : Protocole Fantôme de Brad Bird aux côtés de Tom Cruise.

### Producteur
Aucun des films produits par Anil Kapoor n'a eu de succès commercial. Cependant, My Wife's Murder, thriller crépusculaire, et Gandhi, My Father (Feroz Abbas Khan, 2003), film historique qui aborde les difficiles relations du « Père de la nation indienne » avec son fils, obtiennent une reconnaissance critique. Les comédies au contraire, Badhaai Ho Badhaai (Satish Kaushik, 2002), Short Kut - The Con Is On (Neeraj Vora, 2009), No Problem (Anees Bazmee, 2010) de même que Aisha (Rajshree Ojha, 2010) où joue sa fille, sont ignorées voire éreintées par la presse.

## Filmographie
- 1979 : Hamare Tumhare de Umesh Mehra
- 1980 : Ek Baar Kaho de Lekh Tandon
- 1980 : Vamsa Vriksham de Bapu
- 1980 : Hum Paanch de Bapu
- 1982 : Shakti de Ramesh Sippy
- 1983 : Pallavi Anu Pallavi de Mani Ratnam
- 1983 : Woh 7 Din de Bapu
- 1984 : Mashaal de Yash Chopra
- 1984 : Laila de Saawan Kumar Tak
- 1984 : Andar Baahar de Raj N. Sippy
- 1984 : Love Marriage de Mehul Kumar
- 1985 : Mohabbat de Bapu
- 1985 : Saaheb de Anil Ganguly
- 1985 : Yudh de Rajiv Rai
- 1985 : Meri Jung de Subhash Ghai
- 1986 : Kahan Kahan Se Guzar de M. S. Sathyu
- 1986 : Insaaf Ki Awaaz de D. Rama Naidu
- 1986 : Pyaar Ka Sindoor de Bapu
- 1986 : Chameli Ki Shaadi de Basu Chatterjee
- 1986 : Aap Ke Saath de J. Om Prakash
- 1986 : Janbaaz de Feroz Khan
- 1986 : Pyar Kiya Hai Pyar Karenge de Vijay Reddy
- 1986 : Karma de Subhash Ghai
- 1987 : Itihaas de V. Joshi
- 1987 : Mr. India de Shekhar Kapur
- 1987 : Hifazat de Prayag Raj
- 1987 : Thikana de Mahesh Bhatt
- 1988 : Vijay de Yash Chopra
- 1988 : Tezaab de N. Chandra
- 1988 : Sone Pe Suhaaga de K. Bapaiah
- 1988 : Inteqam de Rajkumar Kohli
- 1988 : Kasam de Umesh Mehra
- 1988 : Ram-Avtar de Sunil Hingorani
- 1989 : Ram Lakhan de Subhash Ghai
- 1989 : Parinda de Vidhu Vinod Chopra
- 1989 : Kala Bazaar de Rakesh Roshan
- 1989 : Joshilay de Sibte Hassan Rizvi
- 1989 : Eeshwar de K. Vishwanath
- 1989 : Rakhwala de K. Muralimohana Rao
- 1989 : Abhimanyu de Tony Juneja
- 1989 : Aag Se Khelenge de Bhaskar Shetty
- 1990 : Kishen Kanhaiya de Rakesh Roshan
- 1990 : Ghar Ho To Aisa de Kalpataru
- 1990 : Awaargi de Mahesh Bhatt
- 1990 : Amba de Mohan Kumar
- 1990 : Jamai Raja de Kodanda Rami Reddy A.
- 1990 : Jeevan Ek Sangharsh de Rahul Rawail
- 1991 : Khel de Rakesh Roshan
- 1991 : Jigarwala de Swaroop Kumar
- 1991 : Benaam Badsha de K. Ravi Shankar
- 1991 : Pratikar de Rama Rao Tatineni
- 1991 : Lamhe de Yash Chopra
- 1992 : Heer Ranjha de Harmesh Malhotra
- 1992 : Beta de Indra Kumar
- 1992 : Zindagi Ek Juaa de Prakash Mehra
- 1992 : Humlaa de N. Chandra
- 1992 : Apradhi de K. Ravi Shankar
- 1993 : Gurudev de Vinod Mehra
- 1993 : Roop Ki Rani Choron Ka Raja de Satish Kaushik
- 1993 : 1942 : A Love Story de Vidhu Vinod Chopra
- 1994 : Laadla de Raj Kanwar
- 1994 : Andaz de David Dhawan
- 1994 : Mr. Azaad de Rama Rao Tatineni
- 1995 : Trimurti de Mukul Anand
- 1996 : Rajkumar de Pankaj Parashar
- 1996 : Loafer de David Dhawan
- 1996 : Mr. Bechara de K. Bhagyaraja
- 1997 : Virasat de Priyadarshan
- 1997 : Judaai de Raj Kanwar
- 1997 : Deewana Mastana de David Dhawan
- 1998 : Gharwali Baharwali de David Dhawan
- 1998 : Kabhi Na Kabhi de Priyadarshan
- 1998 : Jhooth Bole Kauwa Kaate de Hrishikesh Mukherjee
- 1999 : Hum Aapke Dil Mein Rehte Hain de Satish Kaushik
- 1999 : Biwi No. 1 de David Dhawan
- 1999 : Mann de Indra Kumar
- 1999 : Taal de Subhash Ghai
- 2000 : Bulandi de Rama Rao Tatineni
- 2000 : Pukar de Rajkumar Santoshi
- 2000 : Hamara Dil Aapke Paas Hai de Satish Kaushik
- 2000 : Karobaar de Rakesh Roshan
- 2001 : Nayak de S. Shankar
- 2001 : Lajja de Rajkumar Santoshi
- 2002 : Badhaai Ho Badhaai de Satish Kaushik
- 2002 : Om Jai Jagadish de Anupam Kher
- 2002 : Rishtey de Indra Kumar
- 2003 : Armaan de Honey Irani
- 2003 : Calcutta Mail de Sudhir Mishra
- 2004 : Musafir de  Sanjay Gupta
- 2005 : Bewafaa de Dharmesh Darshan
- 2005 : My Wife's Murder de Jijy Philip
- 2005 : Chocolate de Vivek Agnihotri
- 2005 : No Entry de Anees Bazmee
- 2006 : Darna Zaroori Hai de J.D. Chakravarthi, Manish Gupta, Sajid Khan, Jijy Philip, Prawal Raman, Vivek Shah et Ram Gopal Varma
- 2007 : Salam-e-Ishq de Nikhil Advani
- 2007 : Welcome de Anees Bazmee
- 2008 : Black and White de Subhash Ghai
- 2008 : Race de Abbas Alibhai Burmawalla et Mastan Alibhai Burmawalla
- 2008 : Tashan de Vijay Krishna Acharya
- 2008 : Slumdog Millionaire de Danny Boyle
- 2008 : Yuvvraaj de Subhash Ghai
- 2010 : No Problem de Anees Bazmee
- 2010 : 24 heures chrono, saison 8 (série télévisée)
- 2011 : Mission impossible : Protocole Fantôme de Brad Bird
- 2012 : Tezz (Priyadarshan)
- 2013 : Race 2
- 2013 : Shootout at Wadala
- 2013 : Mahabharat
- 2013-2016 : 24 india
- 2017 : Mubarakan
- 2019 : Ek Ladki Ko Dekha Toh Aisa Laga
- 2019 : The Zoya Factor
- À venir : Power (Rajkumar Santoshi), Cities (Roger Donaldson)

## Récompenses
- National Film Awards
  - 2001 : Meilleur acteur pour Pukar
- Filmfare Awards
  - 1985 : Meilleur acteur dans un second rôle pour Mashaal
  - 1989 : Meilleur acteur pour Tezaab
  - 1993 : Meilleur acteur pour Beta
  - 1998 : Prix des critiques du Meilleur acteur pour Virasat
  - 2000 : Meilleur acteur dans un second rôle pour Taal
- IIFA Awards
  - 2000 : Meilleur acteur dans un second rôle pour Taal
  - 2000 : Meilleure prestation dans un rôle comique pour Biwi No. 1
- Screen Actors Guild Award
  - 2009 : Meilleure distribution pour Slumdog Millionaire (prix collectif)
- Star Screen Awards
  - 1998 : Meilleur acteur pour Virasat
  - 2000 : Meilleur acteur dans un second rôle pour Taal
- Zee Cine Awards
  - 2000 : Meilleur acteur dans un second rôle pour Taal